# Rennerde
Rennerde ist ein Ortsteil der Gemeinde Nachrodt-Wiblingwerde im Märkischen Kreis im Regierungsbezirk Arnsberg in Nordrhein-Westfalen (Deutschland).

## Lage und Beschreibung
Der Weiler befindet sich nördlich des Höhendorfs Wiblingwerde auf der Hochfläche zwischen dem Lasbecker Bach, einem Zufluss der Lenne, und dem Lennetal selbst. Am Ort führt die Landesstraße L692 vorbei. Auf einem Hof steht eine etwa 210 Jahre alte Linde, die als Naturdenkmal geschützt ist.
Nachbarorte sind neben Wiblingwerde die Ortslagen und Wohnplätze Bramberg, Semberg, Deierte, Roland, Hartmoll, Eilerde, Kreinberg, Becke, Brantenhahn, Höchsten, Nordhelle, Schmalsgotte, Einsal, Obstfelderstall, Westersiepen, Hardt, Steinwinkel, Holensiepen und Nachrodt mit Langenstück und Haus Nachrodt im Lennetal.

## Geschichte und Namensherkunft
Rennerde trat erstmals im Jahr 1573 urkundlich in Erscheinung, als der Holzrichter der Lenner Mark Johann zu Renförden die drei Höfe Obern-, Middern- und Niedern-Rennerde nannte, der Kern des heutigen, durch Teilungen gewachsenen Weilers.
Das Appellativ im Ortsnamen leitet sich wohl von Förde (= Furt) ab. Eine Furt kommt bei der Höhenlage nicht unmittelbar als namensgebend in Frage, Bleicher vermutet daher im Zusammenhang mit dem Bestimmungswort Renn eine Deutung als Weg zur Furt, Passage zur Furt oder Zugang zur Furt im Lennetal, wobei er als etymologisches Analogon Rennweg, einen Weg zum schnellen Reiten, heranzieht. Letztendlich könnte die Bedeutung des Ortsnamens also Schneller Weg zur Furt sein.
Weitere Nennungen sind Renfordt (1693), Renfurt (1694), Renfoerde (1701), Renevorde (1704), Renvorde (1721), Rennerde (1738–42), Renfordt (1740) und ab 1810 Rennerde.
Auf den Handrissen (Mensalblätter) zur Karte der Grafschaft Mark von Eversmann wird der Ort um 1795 als Renfort beschriftet. Er ist auf der Preußischen Uraufnahme von 1839 und ab der Preußischen Neuaufnahme von 1892 auf Messtischblättern der TK25 durchgehend als Rennerde verzeichnet.
Rennerde gehörte bis zum 19. Jahrhundert dem Kirchspiel, Amt, Rezeptur und Landgericht Altena der Grafschaft Mark an, 1818 besaß der Ort 53 Einwohner. Ab 1816 war der Ort Teil des Schulbezirks Wiblingwerde der Steuergemeinde Wiblingwerde der Landbürgermeisterei Altena im Kreis Altena, 1818 lebten 24 Einwohner im Ort. Der laut der Ortschafts- und Entfernungs-Tabelle des Regierungs-Bezirks Arnsberg als Gehöfte kategorisierte Ort besaß 1839 zehn Wohnhäuser und zwei landwirtschaftliche Gebäude. Zu dieser Zeit lebten 63 Einwohner im Ort, allesamt evangelischen Bekenntnisses.
Die Gemeinde- und Gutbezirksstatistik der Provinz Westfalen führt 1871 den Ort mit 16 Wohnhäusern und 122 Einwohnern auf. Das Gemeindelexikon für die Provinz Westfalen gibt 1885 für Rennerde eine Zahl von 125 Einwohnern an, die in 15 Wohnhäusern lebten. 1895 besaß der Ort 18 Wohnhäuser mit 128 Einwohnern, 1905 werden 20 Wohnhäuser und 143 Einwohner angegeben.
Am 1. April 1907 wurden die Gemeinden Wiblingwerde und Kelleramt zu der Gemeinde Nachrodt-Wiblingwerde vereint, wodurch Rennerde zum heutigen Gemeindegebiet kam.
Der Familienname Renfordt entstammt diesem Dorf.